# 徳山拓一
德山 拓一（とくやま ひろかず、1980年 - ）は日本のキュレーター。森美術館勤務。

## 来歴・人物
1980年、静岡県生まれ。東京都在住。
映画監督を志していた。
2004年ニューヨーク市立大学ハンター・カレッジ芸術学部卒業、2008年京都市立芸術大学大学院美術研究科絵画専攻油画修了。修了後、ウェブ制作会社勤務。2012年より京都市立芸術大学ギャラリー@KCUAで学芸員として勤め、2016年4月より現職。2020年より東北芸術工科大学客員教授。
国際交流基金主催の若手キュレーターの育成ワークショップ（マニラ、2014年）に参加。平成27年度京都市芸術文化特別奨励。

## 企画
- 「京芸 transmit program #04 KYOTO STUDIO」（2013年、@KCUA）
- 「アピチャッポン・ウィーラセタクン個展「PHOTOPHOBIA」」（2014年、@KCUA）
- 「ミヤギフトシ 個展「American Boyfriend: Bodies of Water」」（2014年、@KCUA）
- 「鶴田憲次個展「SERENDIPITY」」（2014年、@KCUA）
- 「The Hundred Steps」展（2015年、@KCUA）
- 「グイド・ヴァン・デル・ウェルヴェ個展「無為の境地」」（2016年、@KCUA）
- 「奥村雄樹個展「な」」（2016年、@KCUA）
- 「サンシャワー：東南アジアの現代美術展」（2017年、森美術館）
- 「MAMリサーチ007：走泥社―現代陶芸のはじまりに」(2017年、森美術館)
- 「MAMプロジェクト025：アピチャッポン・ウィーラセタクン＋久門剛史」（2018年、森美術館）
- 「六本木クロッシング2019展：つないでみる」
- 「地球がまわる音を聴く：パンデミック以降のウェルビーイング」（2022年、森美術館）